# Ellen Jansø
Ellen Marci Michelsen f. Jansø (2. juli 1906 i København, død 30. december 1981 på Frederiksberg) var en dansk skuespiller.

## Biografi
Ellen Jansø var oprindeligt uddannet danser og fik senere mindre roller i lystspil og i de første tonefilm. Hun debuterede i 1926 på Apolloteatret og fik sit gennembrud i 1934 på Nørrebros Teater i forestillingen Hun elsker mig ikke.
Senere i karrieren var hun ansat på forskellige københavnske teatre, stadig indenfor lystspil-genren, men også i operetter og revyer. I 1950'erne trak hun sig tilbage, både fra scenen og filmen.

## Filmografi
- Københavnere – 1933
- Barken Margrethe af Danmark – 1934
- København, Kalundborg og - ? – 1934
- Ud i den kolde sne – 1934
- Week-End – 1935
- Panserbasse' – 1936
- Flådens blå matroser – 1937
- Inkognito – 1937
- Familien Olsen – 1940
- Sommerglæder – 1940
- Panik i familien – 1945
- Bag de røde porte – 1951